# Mattheus Terwesten
Mattheus Terwesten, né le 23 février 1670 à La Haye et mort le 11 juin 1757 à Berlin, est un peintre néerlandais. Il est peintre de cour à la cour de Frédéric-Guillaume Ier de Prusse et professeur à l'Académie royale prussienne des arts.  Il est connu pour ses portraits, mais aussi ses allégories historiques peintes sur les murs et les plafonds.

## Biographie
Mattheus Terwesten étudie à La Haye avec Augustinus (ou Augustin), son frère aîné, Willem Doudyns et Daniel Mijtens le Jeune. En 1695, il se rend à Berlin pour rejoindre son frère Augustinus (ou Augustin) et sa mère.  Il suit des cours de dessin à l'Académie des arts de Berlin et reçoit un certificat. Puis il voyage à travers l'Allemagne pour se rendre en Italie, où il reste jusqu'en 1697.  À Rome, il devient membre du cercle des Bentvueghels, où il est surnommé Arend (aigle).  Il y réalise en 1697 un vaste album de dessins d'après des modèles antiques.
Il se rend à Berlin pour rendre visite à sa mère malade.  Il passe par Lorette, Bologne, Venise et Vienne. Il reste un mois à Venise et rencontre le peintre flamand Anthoni Schoonjans lors de son séjour de trois mois à Vienne. Il continue ensuite via Prague jusqu'à Berlin où il réside dans les années 1698/99. En juin 1699, il est de retour à La Haye, où il travaille sur des commandes de personnalités importantes.
En 1710, il épouse Thedora van Rheenen à La Haye. La même année, il rejoint ses frères Augustinus et Ezaias à Berlin. Quand Augustinus meurt, en 1711, il lui succède en tant que peintre de cour et est nommé professeur à l'Académie royale par le roi Frédéric Ier de Prusse, tandis qu'Ezaias part en Italie, où il se marie et s'installe définitivement.
Mattheus Terwesten a de nombreux élèves, dont Herman Diederik Cuipers, Pieter van Cuyck (I), Jan van Gool, Johan Graham, Hendrik van Hulst, Jacob van Nachenius, Andries Storck, et ses deux fils Augustin (II) et Pieter Terwesten.

## Œuvre
Il est connu aujourd'hui pour ses portraits, mais aussi ses allégories historiques peintes sur les murs et les plafonds.
Il collabore avec ses frères et des peintres spécialisés dans les natures mortes pour ses peintures décoratives. Parmi ses collaborateurs connus figurent les peintres flamands de natures mortes Pieter Hardimé et Gaspar Pieter Verbruggen le Jeune, qui ont tous deux travaillé en République néerlandaise au cours de leur carrière. Ces collaborations portent généralement sur des peintures décoratives de plafonds, ainsi que sur des pièces de cheminée et de portes. Lorsque l'un des peintres de fleurs est sans commande, Terwesten peignait parfois un simple motif de fond, comme un vase avec des draperies ou des putti, et le spécialiste ajoute les fleurs et mettait le tableau fini en vente. Une telle œuvre est signée, le cas échéant, par le peintre de fleurs.

## Œuvres sélectionnées

"
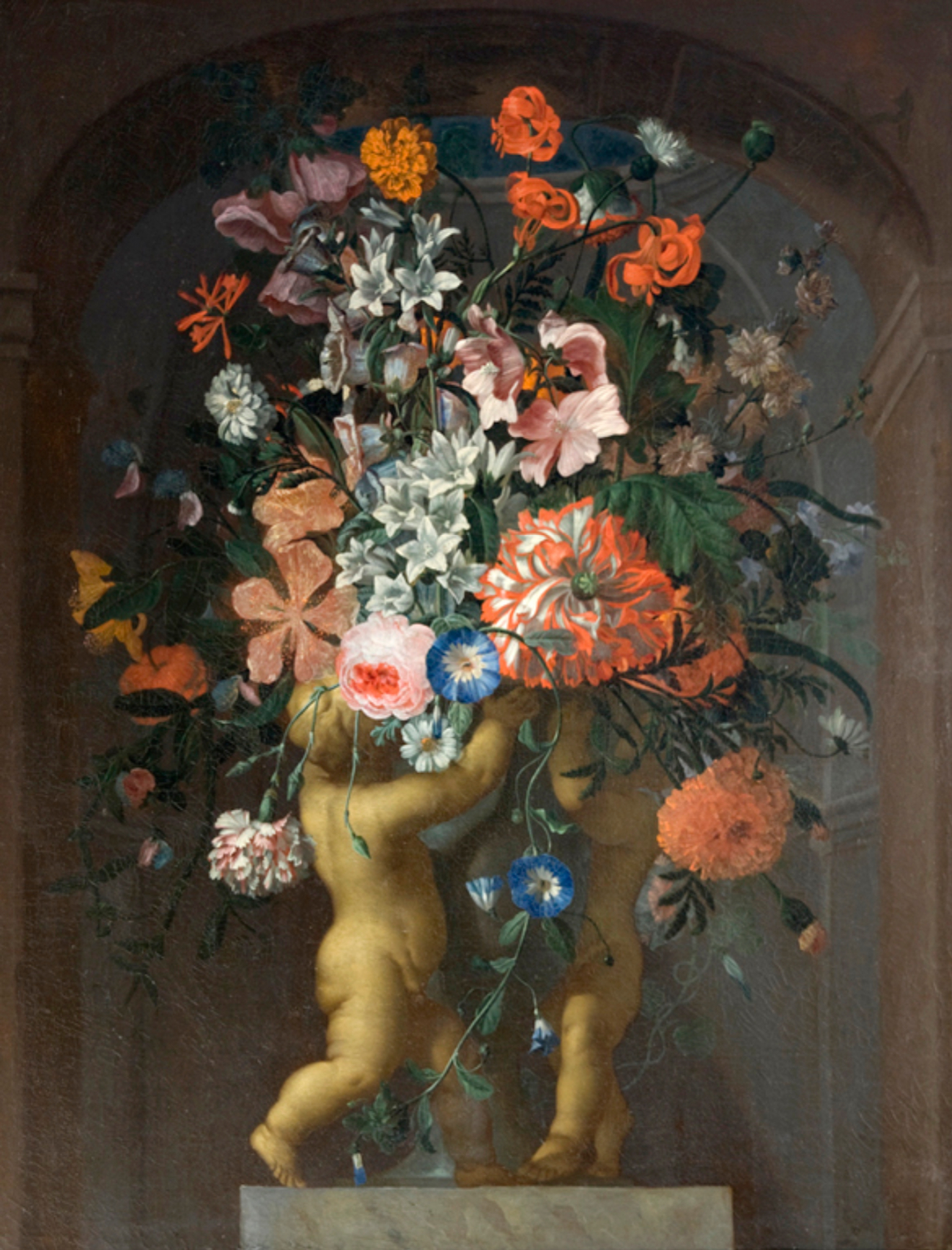
Fleurs et Putti, collaboration avec Pieter Hardimé
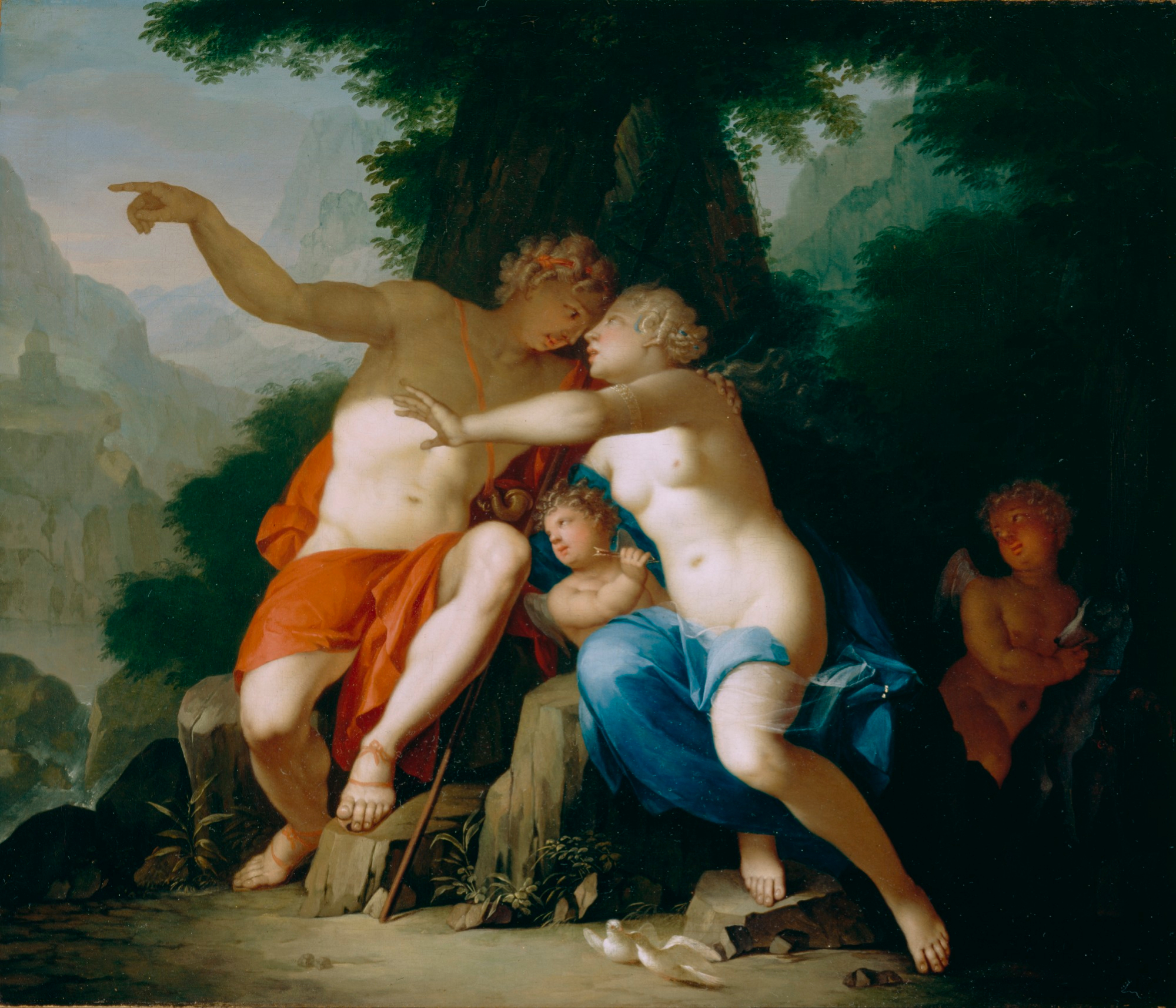
Vénus et Adonis
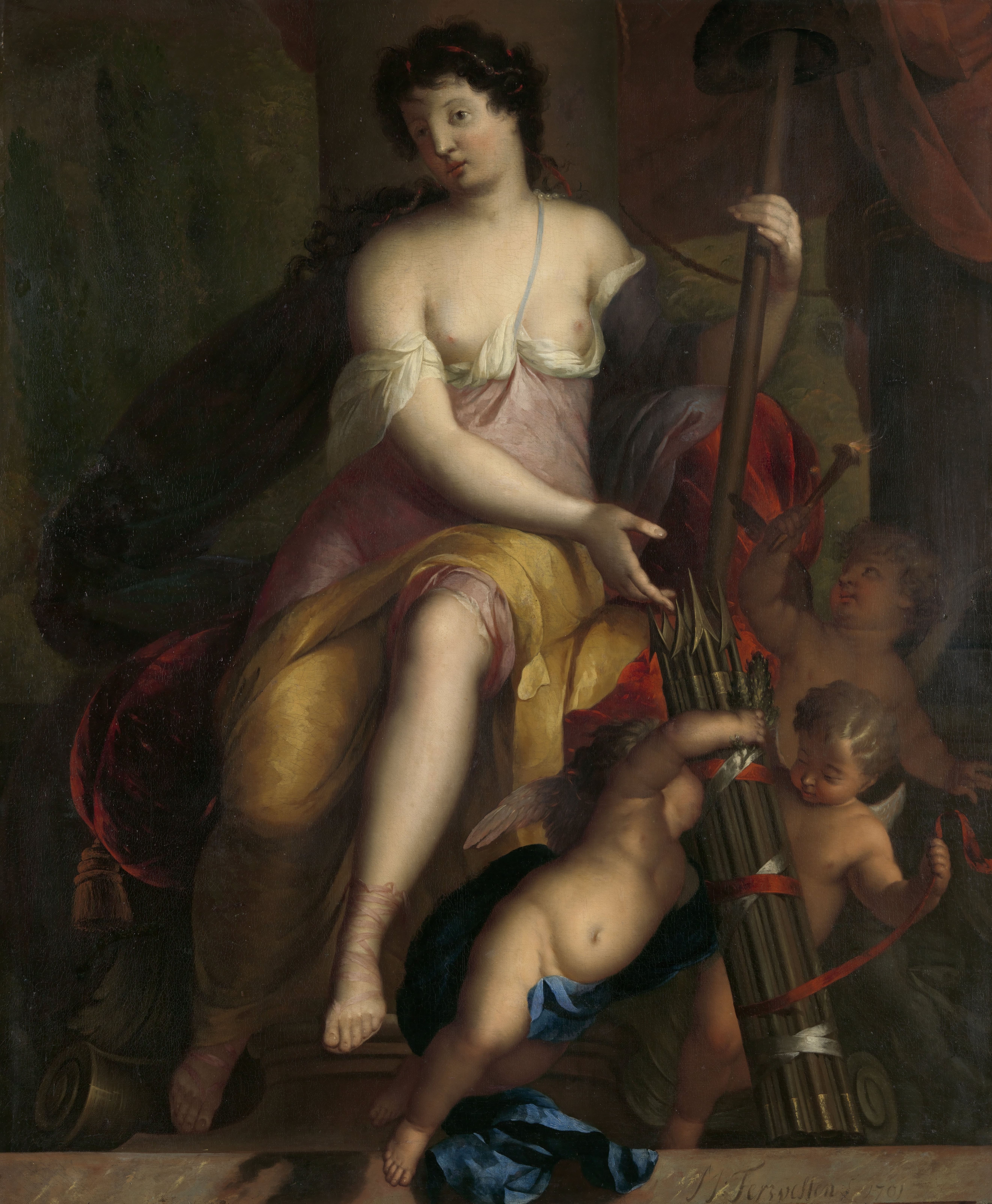
Allégorie de la liberté
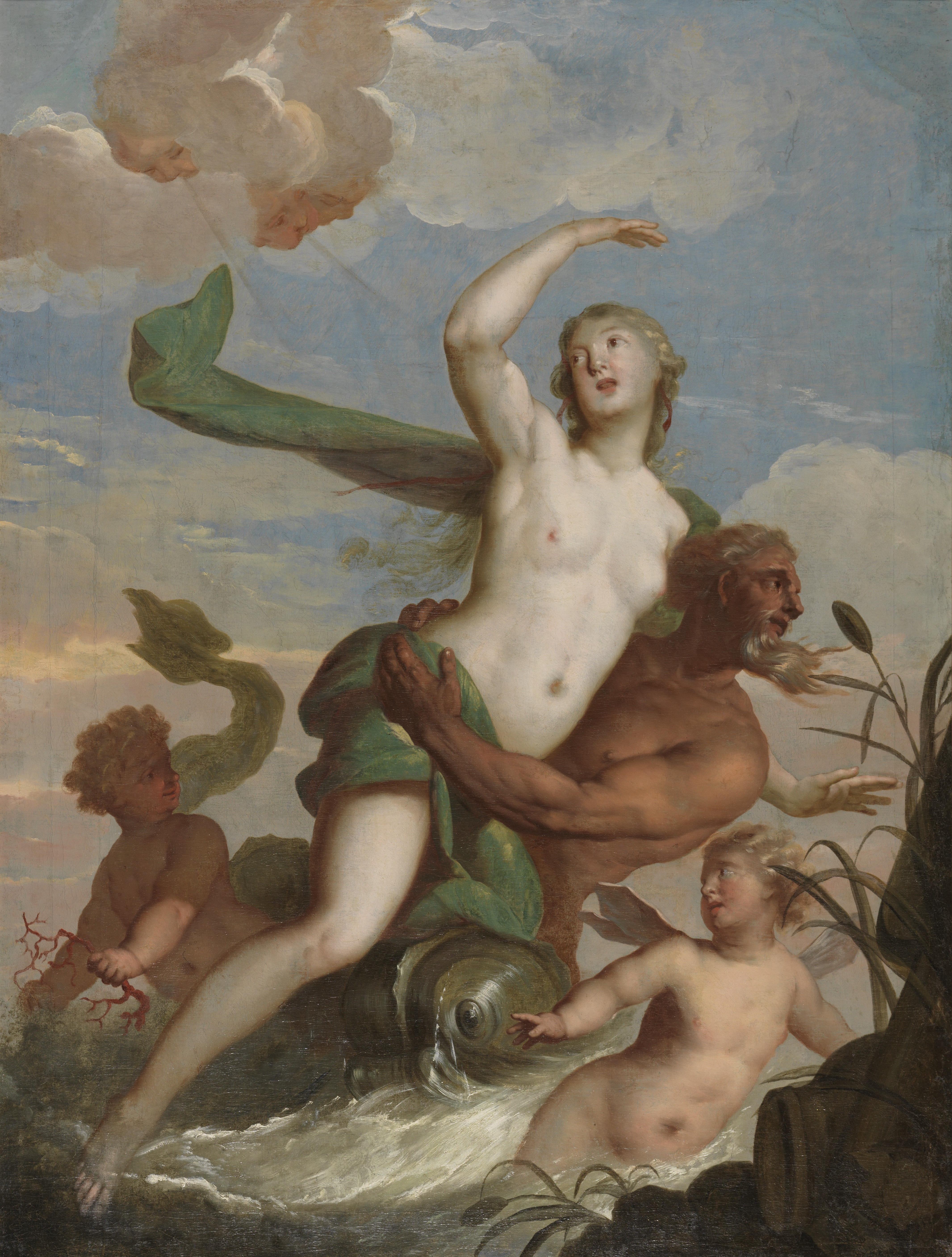
Amphitrite ravagée par Neptune